# Daniel (fumetto)
Daniel è una serie a fumetti di genere giallo-poliziesco pubblicata in Italia dall'Editoriale Corno negli anni settanta e ideata da Max Bunker e dal disegnatore Frank Verola. Venne edita con periodicità mensile da maggio 1975 a luglio 1978 per 30 numeri. Venne poi ristampata dalla Max Bunker Press prima negli anni ottanta e poi negli anni novanta.

## Personaggio
Daniel Kendrew è un tenente di polizia di New York che muore carbonizzato in una clinica in fiamme dove si era recato per arrestare un pregiudicato, nell'intento di salvare la vita a William Hicok, ricoverato per un intervento di chirurgia plastica al volto. Questi è un ex-galeotto condannato per errore alla sedia elettrica e salvato in extremis poco tempo prima dallo stesso Daniel: distrutto dalla terribile esperienza, ha deciso di cambiare il proprio volto e la propria vita. Dopo l'intervento, per un'incredibile coincidenza si ritrova ad avere lo stesso volto del tenente Daniel e decide pertanto di prendere l'identità dell'uomo che gli ha salvato due volte la vita, sacrificando la propria. Se il vero Daniel era un tipo misurato e rispettoso della vita umana, Hicok invece non esita a uccidere, pur senza essere un giustiziere maniacale. Tuttavia, tale trasformazione nel suo comportamento viene intesa da tutte le persone che lo conoscono, come colleghi, amici e fidanzata, come conseguenza del trauma subito nell'incendio.

## Elenco albi
1. L'uomo del braccio della morte - maggio 1975
2. A viso scoperto - giugno 1975
3. Una coppa al cianuro - luglio 1975
4. Quel soffio dall'aldilà - agosto 1975
5. Dodici rose per morire - settembre 1975
6. Political - ottobre 1975
7. Azione micidiale - novembre 1975
8. Lo strangolatore di mezzanotte - dicembre 1975
9. Digressione per un'indagine - gennaio 1976
10. Trappola a ragnatela - febbraio 1976
11. Boomerang - marzo 1976
12. Una maledizione chiamata droga - aprile 1976
13. Angoscia per Tony - maggio 1976
14. Terrore in autostrada - giugno 1976
15. L'uomo dal calibro 22 - luglio 1976
16. 44 magnum - agosto 1976
17. Riscatto a doppia lama - settembre 1976
18. Il ritorno di Kriminal - ottobre 1976
19. Caccia a Kriminal - novembre 1976
20. Natale insanguinato - dicembre 1976
21. La morte aleggia sulla neve - gennaio 1977
22. Gioco perverso - febbraio 1977
23. Il manoscritto che gronda sangue - marzo 1977
24. Il ritratto di Lady "X" - aprile 1977
25. La lettera Ypsilon - maggio 1977
26. Un torbido piano - giugno 1977
27. Lotta a Mr. Ypsilon - novembre 1977
28. Il reduce dal Vietnam - febbraio 1978
29. Intrigo a sorpresa - maggio 1978
30. Estrema decisione - luglio 1978

Tra aprile 1992 e giugno 1993 la collana è stata ristampata in una serie da 15 numeri (due numeri originali in ogni nuovo albo) dalla MBP - Max Bunker Press, in formato bonellide anziché tascabile come l'originale, con alcune nuove copertine disegnate da Paolo Renzi e alcuni disegni aggiuntivi della Drawing Comics. Già negli anni ottanta la MBP aveva iniziato a ristampare la serie, ma l'iniziativa non aveva riscosso i risultati sperati, sicché la ristampa era stata interrotta.